# NGC 6477
NGC 6477 је лентикуларна галаксија у сазвежђу Змај која се налази на NGC листи објеката дубоког неба.
Деклинација објекта је + 67° 36' 39" а ректасцензија 17h 44m 29,7s. Привидна величина (магнитуда) објекта NGC 6477 износи 15,3 а фотографска магнитуда 16,3.